# Aéroport de Santa Monica
L'aéroport de Santa Monica (code IATA : SMO • code OACI : KSMO) est un aéroport de la ville du même nom, dans l'État de Californie, aux États-Unis. Situé à trois kilomètres de l'océan Pacifique, dans la baie de Santa Monica, et à dix kilomètres de l'aéroport international de Los Angeles (LAX), il permet principalement une utilisation pour l'aviation générale.
Après des débats commencés dans les années 1980 relatifs à sa fermeture, en raison de sa pollution sonore et atmosphérique, il est prévu que l'aéroport ferme pour être transformé en parc public en 2028.

## Histoire

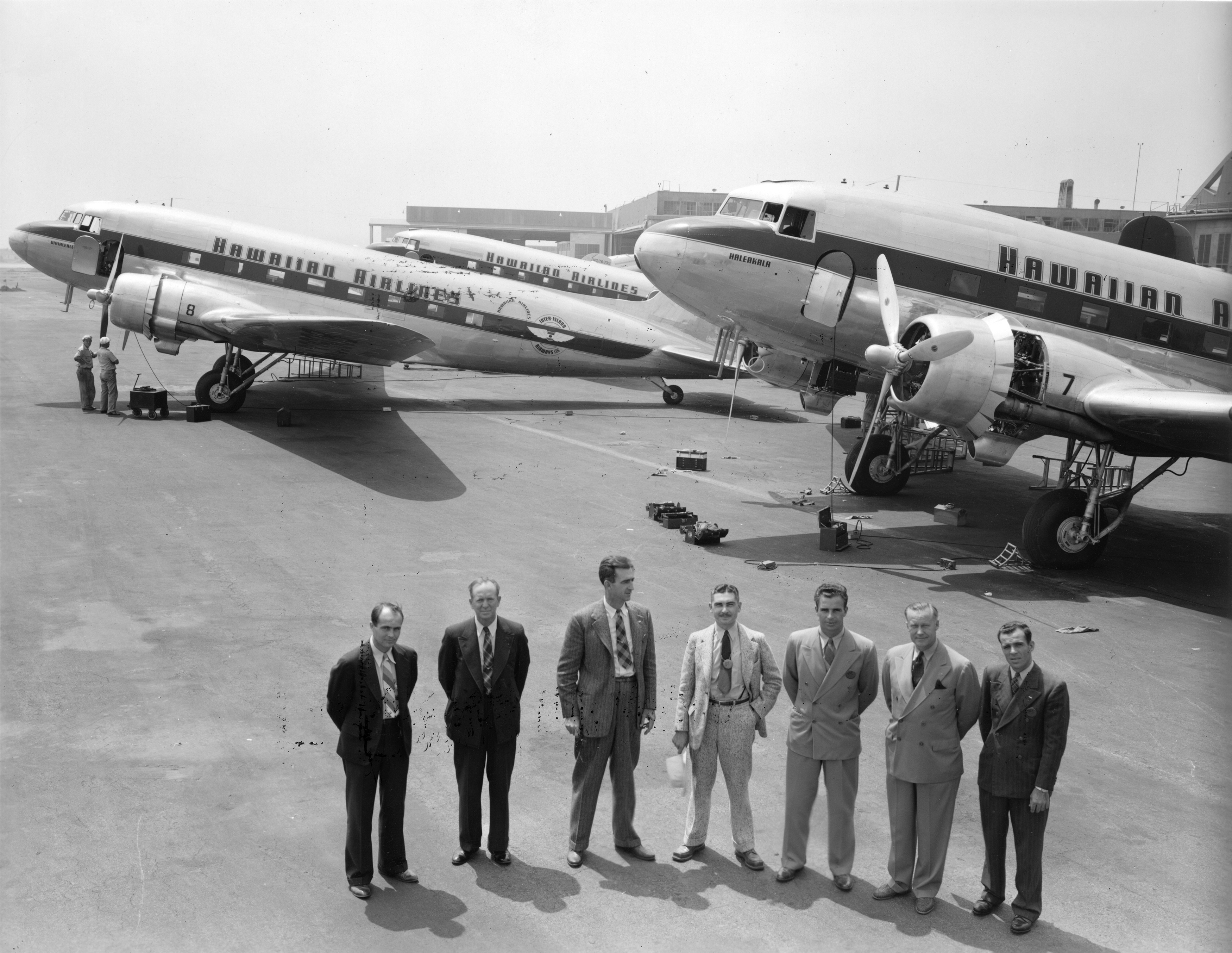
Photographie de 1941 présentant le Douglas DC-3.

L'aéroport de Santa Monica est officiellement créé le 15 avril 1923.
D'abord connu sous le nom de Clover Field, en hommage à Greayer Clover, un aviateur de la Première Guerre mondiale, l'aéroport a été le siège du constructeur aéronautique américain Douglas Aircraft Company,.
En 1958, Donald Douglas demande à la ville l'autorisation pour que la piste de l'aéroport soit rallongée, dans le but d'y produire et faire les essais du Douglas DC-8. La ville, en raison de l'opposition des riverains qui existait déjà à cette époque, refusa la demande. Douglas ferma ainsi l'usine de Santa Monica qui avait employé jusqu'à 44 000 personnes au cours de la Seconde Guerre mondiale, en déplaçant la production à l'aéroport de Long Beach.
En 2017, l'aéroport compte 270 aéronefs effectuant quelque 250 mouvements chaque jour, et des célébrités telles que Harrison Ford ou Tom Cruise l'utilisent.

## Géographie

Plan de l'aéroport.

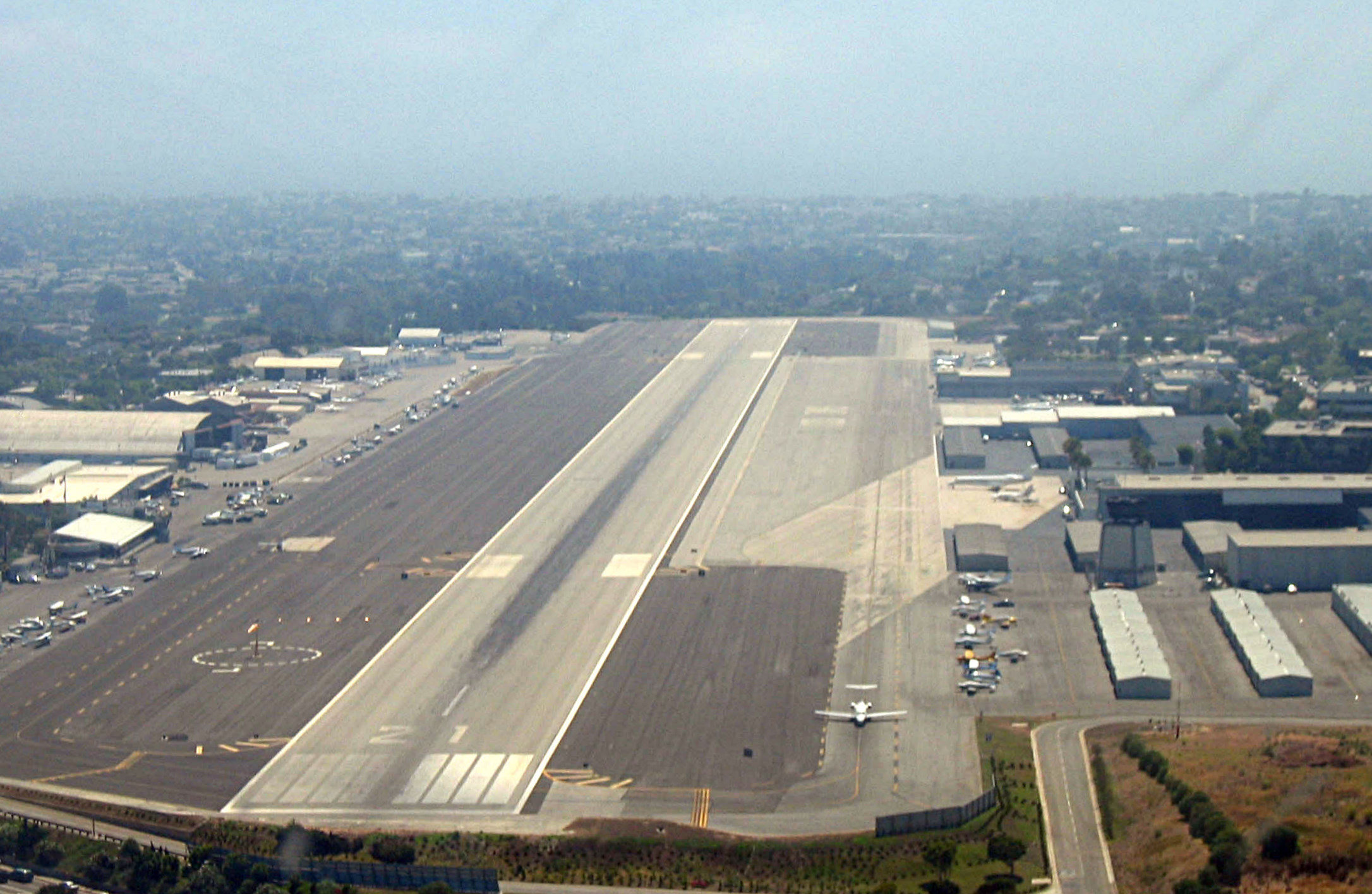
Vue aérienne de l'aéroport.

### Situation
| \| 20 km1:830 000 \| Los Angeles-LAX Ontario-ONT John-Wayne-SNA Burbank-BUR Long Beach-LGB Van Nuys-VNY Santa Monica-SMO |
| 20 km1:830 000 |

### Accès à l'aéroport
Certaines lignes du réseau de bus Big Blue Bus desservent les alentours de l'aéroport de Santa Monica, permettant ainsi de s'y rendre en partant de l'aéroport de Los Angeles, par exemple. Le Transit Access Pass (TAP) peut être utilisé.
L'Interstate 10 (I-10) est l'axe routier majeur permettant une connexion avec l'aéroport.

## Destination
| Compagnies           | Destinations                                 |
| -------------------- | -------------------------------------------- |
| JetSuiteX (JetSuite) | Las Vegas-Harry-Reid, San José (Californie), |

## Autres activités

### Musée de l'aviation
Un musée de l'aviation est situé juste à côté des pistes. Il expose par exemple des avions ayant été utilisés par la police municipale de Santa Monica (Santa Monica Police Department), tels que le Cessna 172. Le musée a aussi créé en 2010 le Temple de la renommée de l'aviation de Californie (California Aviation Hall of Fame) afin de rendre hommage à des personnalités de ce domaine.

## Avenir
À partir des années 1980, un débat s'est manifesté quant à l'avenir de l'aéroport. En effet, en raison notamment de la pollution sonore causée par celui-ci, la mairie ainsi que les habitants de la région se sont globalement montrés dès cette époque en faveur d'une fermeture des pistes. D'un autre côté, les opposants à ce projet (tels que la Federal Aviation Administration) ont voulu mettre en avant les retombées économiques que pouvait apporter l'aéroport de Santa Monica, penchant ainsi vers le maintien de son activité — en évoquant également le fait qu'il puisse constituer un avantage pour les services de secours. Finalement, après un vote du conseil municipal en 2017 acceptant l'arrêt des vols à moyen terme, il est prévu que l'aéroport soit totalement fermé d'ici 2028, pour être transformé en parc et proposer entre autres des complexes récréatifs,.